# Динамік Тоголез
Футбольний клуб «Динамік Тоголез» (фр. Dynamic Togolais) — тоголезький професійний футбольний клуб, який базується в місті Ломе. Клуб заснований у 1940 році, грає домашні матчі на стадіоні «Стад Агое-Ньїве» місткістю 2 тисячі глядачів. «Динамік Тоголез» грає в Тоголезькому національному чемпіонаті, найвищому футбольному дивізіоні країни, та 6 разів ставав чемпіоном країни, клуб також 3 рази був володарем Кубка Того.

## Титули і досягнення
- Чемпіон Того (6): 1970, 1971, 1997, 2001, 2004, 2012
- Володар Кубка Того (3): 2001, 2002, 2005